# Nòric Mediterrani
Nòric Mediterrani (Noricum Mediterraneum) fou una província de l'Imperi Romà, creada vers el 294 en la reorganització de Dioclecià. Limitava al nord amb el Nòric Ripense, a l'oest amb Rècia; a l'est amb Panònia; i al sud amb Venècia i Ístria i en una petita part del sud-est amb la província Savense. El seu nom inicial fou Noric Primer (Noricum Primus)